# Močvarna strnadica
Močvarna strnadica (Emberiza schoeniclus) je vrsta ptice iz porodice strnadica.

## Opis
Veličine je vrapca. Mužjak ljeti ima crnu glavu i grlo, dok je ženka smeđa.  Djelomična je ptica selica.

## Razmnožavanje
Gnijezdi se na zemlji, u vegetaciji, a jedno leglo se sastoji od 4 do 5 jaja.

## Hrana
Hrani se sjemenjem, ljeti kukcima.

## Stanište
Poznata staništa su im Skadarsko jezero i delte Bojane. Živi, kao što i njezin sami naziv kaže, u močvarama trščacima i na vlažnim livadama. 

## Drugi projekti
|  | Zajednički poslužitelj ima još gradiva o temi močvarna strnadica |
|  | Wikivrste imaju podatke o taksonu močvarnoj strnadici            |